# Ptichodis vinculum
Ptichodis vinculum là một loài bướm đêm trong họ Erebidae.